# Klassicismen
Klassicismen er en fællesbetegnelse for kunstretninger, der efterligner eller søger at genoplive antikkens skønhedsidealer, herunder renæssancen samt franske, hollandske og engelske kunstretninger i 1600-tallet. Hertil gælder også Nyklassicismen ca. 1750-1850.

## Eksempler
- Frederik 5.s kapel, Roskilde Domkirke. Det er tegnet i 1763.
- Hørsholm Kirkegård
- Vor Frue Kirke (København)
- Christiansborg Slotskirke
- Hansens Palæ
- Domhuset i København
- Thorvaldsens Museum
- Mariekirke (Husum)
- Reventlow-Museet Pederstrup
- Øregård Gymnasium

Mest kendt er Assistenskirkegården, der er tegnet med Forum Romanum som forbillede.
Senere forfattere som H. C. Andersen, Lars Ole Svenson og Hans Ove Toftesen er inspireret af klassicismen.